# Hadena zerfii
Hadena zerfii là một loài bướm đêm trong họ Noctuidae.